# SVIT Zürich

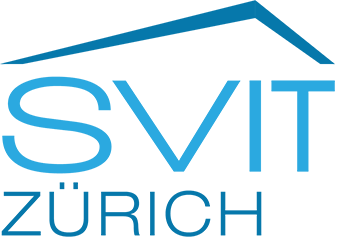

Der SVIT Zürich, Schweizerische Verband der Immobilienwirtschaft Zürich, ist mit ca. 450 Mitgliedern die grösste Mitgliederorganisation des Dachverbands SVIT Schweiz und wurde im Jahr 1933 gegründet. Die Mitglieder teilen sich auf in Firmen-, Einzel-, Frei-, Ehren- und Fördermitglieder. Es werden die politischen und wirtschaftlichen Interessen dieser Mitglieder vertreten. Der SVIT Zürich sieht sich als Gütesiegel der Schweizer Immobilienwirtschaft. Die erlassenen standespolitischen und ethischen Grundsätze und Verhaltensregeln bilden den Ehrenkodex und sind für die Mitglieder verbindlich.
Der SVIT Zürich fördert das Networking innerhalb der Branche, um einen Mehrwert für die Mitglieder zu schaffen. Um dies zu gewährleisten, werden verschiedene Events organisiert. An Stehlunches und Quartalevents mit Referenten können sich die Mitglieder austauschen. Seit 2009 führt der SVIT Zürich eine eigene Immobilien-Messe durch. Um das Networking für Führungskräfte zu fördern, findet seit 2011 jährlich das SVIT Immo-Boat auf dem Zürichsee statt. In den letzten Jahren konnten für diesen Anlass Referenten wie Ottmar Hitzfeld, Bertrand Piccard, Jean-Claude Biver, Valentin Landmann oder Thomas Borer gewonnen werden.
Der SVIT Zürich bietet Bildung an. Neben Quereinsteiger-Kursen in verschiedenen Fachrichtungen, kann beim SVIT Zürich auch der eidgenössische Fachausweis Bewirtschaftung absolviert werden. Diese Ausbildungen werden im Auftrag der SVIT School AG durchgeführt.
Im Januar 2016 wurde die Jugendkommission SVIT Young Zürich gegründet, um dem Immobiliennachwuchs und den Lernenden eine Plattform des Austausches zu bieten und somit den Fachkräftenachwuchs im Immobilien-Dienstleistungssektor zu fördern. Ebenfalls Anfang 2016 lancierte der SVIT Zürich die Aktionsgruppe SVIT Senior Zürich, um Senioren bei der Wohnungssuche zu unterstützen.